# Ерандел
Ерандел, або Арундел (англ. Arundel) — містечко у графстві Сассекс на півдні Англії. Місто розташовано у 49 милях на південний захід від Лондона, у 18 милях на захід від Брайтона та 10 милях на схід від Чичестера.

## Географія

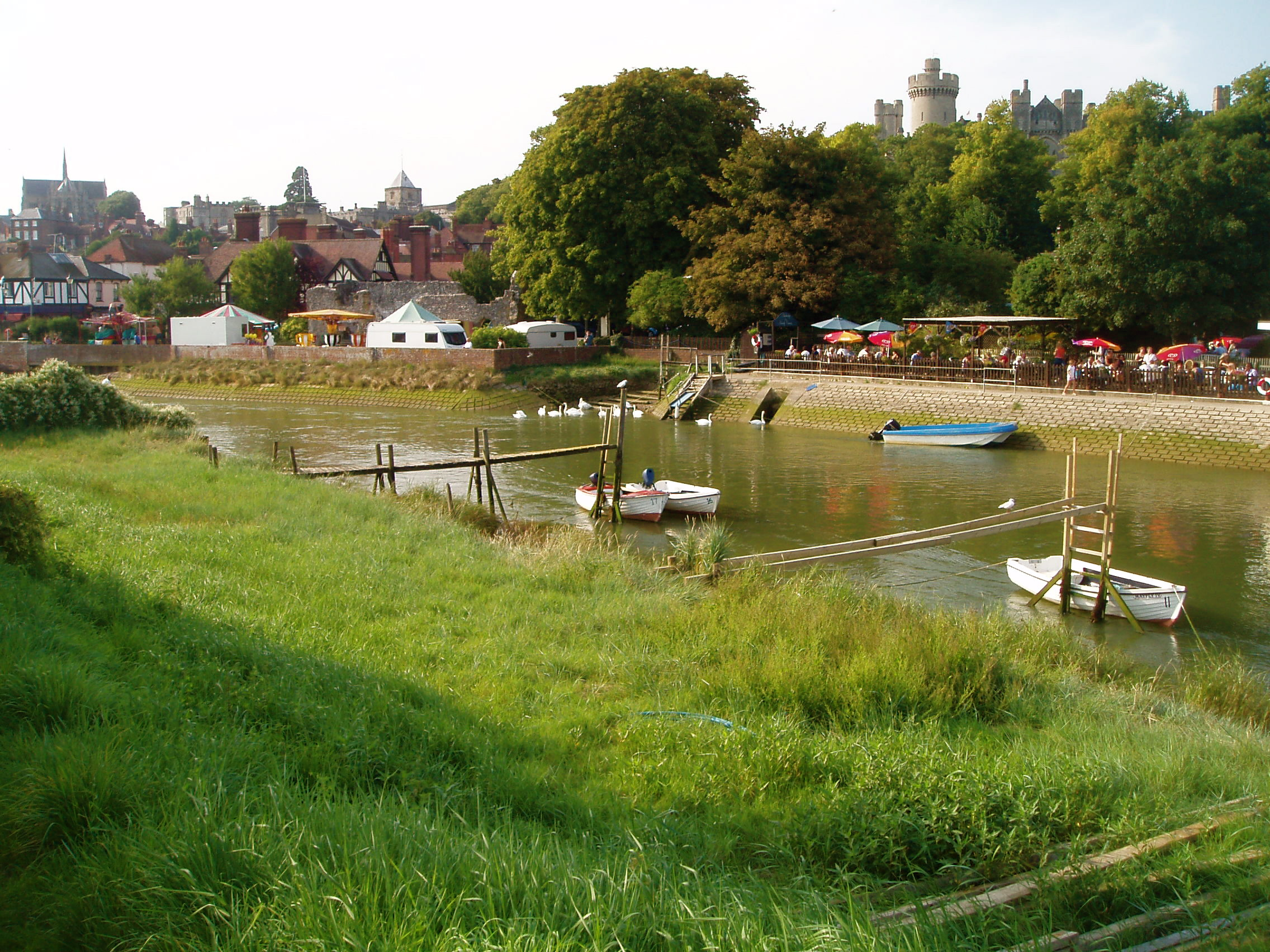
Річка Еран

Місто займає площу 1227 га та має населення (станом на 2001 рік) 3408 чоловік.

## Видатні жителі
- Дерек Девіс — відомий художник
- Джуді Гіссон — акторка
- Френсіс Мейнелл — видавець
- Кара Горген — акторка